# 皮德里諾格拉季夫
48°8′14″N 23°0′5″E / 48.13722°N 23.00139°E
皮德里諾格拉季夫（烏克蘭語：Підвиноградів），是烏克蘭西部的村莊，隸屬外喀爾巴阡州的貝雷霍韋區。該村始建於1295年，面積6.51平方公里，海拔高度130米，2001年人口4,388，人口密度每平方公里670人。